# 国際銀行券協会
国際銀行券協会（英: International Bank Note Society, IBNS）は、1961年に設立された非営利の教育機関。

## 概要
銀行券に関する科学的、歴史的研究を行い知識の普及に努めることを目的とする。公式ウェブサイトでは毎年「今年の紙幣」賞を発表し、紙幣蒐集に関する情報を提供している他、会員には各国の紙幣の歴史や詳細を記したデータベースを提供している。
会員数は、90ヵ国で2000名を超える。2018年現在の会長はデニス・ラッツ。

## 「今年の紙幣」賞
「今年の紙幣（IBNS Banknote of the Year）」賞は、デザインや偽造防止技術の観点で最も優れた紙幣に与えられる賞である。紙幣の賞への推薦や投票はIBNSの会員によって行われ、4月頃から翌年1月頃にかけて、その年に新規に設計された流通用紙幣（記念紙幣を除くとしているが、例外もある）の中から10〜20の国・通貨の紙幣がノミネートされ、その後ノミネートの中から特に優秀なデザイン・偽造防止技術を持つ紙幣を「今年の紙幣」賞に選出するという流れである。近年はポリマー紙幣が高く評価される傾向にあり、また紙幣の改刷を年を跨いで行う国が複数年連続で受賞する事例が増加している。
「今年の紙幣」賞を獲得した紙幣は以下の通りである。
- 2004年 -  カナダ・20ドル紙幣[4]
- 2005年 -  フェロー諸島・1000クローネ紙幣[5]
- 2006年 -  コモロ・1000フラン紙幣[6]
- 2007年 -  スコットランド（スコットランド銀行）・50ポンド紙幣[7]
- 2008年 -  サモア・20タラ紙幣[8]
- 2009年 -  バミューダ・2ドル紙幣[9]
- 2010年 -  ウガンダ・50000シリング紙幣[10]
- 2011年 -  カザフスタン・10000テンゲ紙幣[11]
- 2012年 -  カザフスタン・5000テンゲ紙幣[12]
- 2013年 -  カザフスタン・1000テンゲ紙幣（記念紙幣）[13]
- 2014年 -  トリニダード・トバゴ・50ドル紙幣[14]
- 2015年 -  ニュージーランド・5ドル紙幣[15]
- 2016年 -  スイス・50フラン紙幣[16]
- 2017年 -  スイス・10フラン紙幣[17]
- 2018年 -  カナダ・10ドル紙幣[18]
- 2019年 -  アルバ・100フロリン紙幣[19]
- 2020年 -  メキシコ・100ペソ紙幣[20]
- 2021年 -  メキシコ・50ペソ紙幣[21]
- 2022年 -  フィリピン・1000ペソ紙幣[22]
- 2023年 -  東カリブ諸国機構・40ドル紙幣（記念紙幣）[23]
- 2024年 -  バミューダ・5ドル紙幣[24]

なお、日本からは2024年のF千円券が唯一ノミネートされている。